# Zarhopaloides speciosus
Zarhopaloides speciosus är en stekelart som beskrevs av Girault 1932. Zarhopaloides speciosus ingår i släktet Zarhopaloides och familjen sköldlussteklar. Inga underarter finns listade i Catalogue of Life.